# Lijst van drukste luchthavens
De dertig drukste luchthavens over verschillende periodes, gemeten naar passagiersaantallen.
Een 'passagier' wordt gedefinieerd als iemand die op één dag aankomt, vertrekt of overstapt. 

## Statistieken 2024
In 2024 is de luchtvaart weer hersteld van de coronapandemie en veel luchthavens hebben nieuwe passagiersrecords.
| Rang | Luchthaven                                       | Locatie                                                       | Code (IATA/ICAO) | Totaal passagiers | Stijging/Daling aantal passagiers |
| ---- | ------------------------------------------------ | ------------------------------------------------------------- | ---------------- | ----------------- | --------------------------------- |
| 1    | Hartsfield-Jackson Atlanta International Airport | Atlanta, Verenigde Staten                                     | ATL/KATL         | 108.067.766       | 3,3%                              |
| 2    | Dubai International Airport                      | Al Garhoud, Dubai, Verenigde Arabische Emiraten               | DXB/OMDB         | 92.300.000        | 6,2%                              |
| 3    | Dallas/Fort Worth International Airport          | Dallas/Fort Worth, Verenigde Staten                           | DFW/KDFW         | 87.817.864        | 7,4%                              |
| 4    | Luchthaven Haneda                                | Ōta, Tokio, Japan                                             | HND/RJTT         | 85.000.000        | 8,0%                              |
| 5    | London Heathrow Airport                          | Hillingdon, Londen, Verenigd Koninkrijk                       | LHR/EGLL         | 83.882.140        | 5,9%                              |
| 6    | Internationale luchthaven Denver                 | Denver, Verenigde Staten                                      | DEN/KDEN         | 82.358.744        | 5,8%                              |
| 7    | O'Hare International Airport                     | Chicago, Verenigde Staten                                     | ORD/KORD         | 80.043.050        | 8,6%                              |
| 8    | Istanbul Airport                                 | Arnavutköy, Istanbul, Turkije                                 | IST/LTFM         | 79.988.272        | 3,9%                              |
| 9    | Indira Gandhi International Airport              | New Delhi, India                                              | DEL/VIDP         | 77.820.834        | 7,8%                              |
| 10   | Luchthaven Shanghai Pudong                       | Pudong, China                                                 | PVG/ZSPD         | 76.787.039        | 41,0%                             |
| 11   | Los Angeles International Airport                | Los Angeles, Verenigde Staten                                 | LAX/KLAX         | 76.587.980        | 2,0%                              |
| 12   | Internationale luchthaven Guangzhou Baiyun       | Guangzhou, China                                              | CAN/ZGGG         | 76.364.767        | 20,9%                             |
| 13   | Internationale Luchthaven Incheon                | Incheon, Seoel, Zuid-Korea                                    | ICN/RKSI         | 70.669.246        | 26,7%                             |
| 14   | Luchthaven Parijs-Charles de Gaulle              | Roissy-en-France, Frankrijk                                   | CDG/LFPG         | 70.290.260        | 4,3%                              |
| 15   | Internationale luchthaven Changi                 | Changi, Singapore                                             | SIN/WSSS         | 67.700.000        | 14,8%                             |
| 16   | Luchthaven Peking Capital                        | Chaoyang, Peking, China                                       | PEK/ZBAA         | 67.367.428        | 27,4%                             |
| 17   | Luchthaven Schiphol                              | Haarlemmermeer, Nederland                                     | AMS/EHAM         | 66.828.453        | 8,0%                              |
| 18   | Luchthaven Madrid-Barajas                        | Madrid, Spanje                                                | MAD/LEMD         | 66.196.984        | 9,9%                              |
| 19   | John F. Kennedy International Airport            | Queens, New York, Verenigde Staten                            | JFK/KJFK         | 63.265.984        | 1,9%                              |
| 20   | Internationale luchthaven Shenzhen Bao'an        | Shenzhen, China                                               | SZX/ZGSZ         | 61.477.337        | 16,6%                             |
| 21   | Internationale Luchthaven Suvarnabhumi           | Racha Thewa, Bang Phli, Samut Prakan, Groot-Bangkok, Thailand | BKK/VTBS         | 59.999.324        | 16,1%                             |
| 22   | Luchthaven Frankfurt am Main                     | Frankfurt, Duitsland                                          | FRA/EDDF         | 59.359.539        | 3,7%                              |
| 23   | Internationale luchthaven Charlotte-Douglas      | Charlotte, Verenigde Staten                                   | CLT/KCLT         | 58.811.725        | 10,0%                             |
| 24   | Harry Reid International Airport                 | Las Vegas, Verenigde Staten                                   | LAS/KLAS         | 58.447.782        | 1,4%                              |
| 25   | Orlando International Airport                    | Orlando, Verenigde Staten                                     | MCO/KMCO         | 57.211.628        | 0,9%                              |
| 26   | Kuala Lumpur International Airport               | Kuala Lumpur, Maleisië                                        | KUL/WMKK         | 57.044.869        | 20,7%                             |
| 27   | Internationale Luchthaven Miami                  | Miami-Dade County, Verenigde Staten                           | MIA/KMIA         | 55.926.566        | 6,8%                              |
| 28   | Luchthaven Josep Tarradellas Barcelona-El Prat   | El Prat de Llobregat, Spanje                                  | BCN/LEBL         | 55.034.955        | 10,3%                             |
| 29   | Internationale luchthaven Chengdu Tianfu         | Jianyang, Chengdu, China                                      | TFU/ZUTF         | 54.905.784        | 22,6%                             |
| 30   | Internationale luchthaven Soekarno-Hatta         | Tangerang, Jakarta, Indonesië                                 | CGK/WIII         | 54.809.500        | 11,7%                             |

## Statistieken 2023
In 2023 is de luchtvaartsector weer behoorlijk op dreef en komen de passagiersaantallen weer in de buurt van vóór de coronapandemie. Er wordt verwacht dat het niveau in 2024 weer volledig op het niveau van vóór corona uitkomt of zelfs hoger is.
| Rang | Luchthaven                                       | Locatie                                                       | Code (IATA/ICAO) | Totaal passagiers | Stijging/Daling aantal passagiers |
| ---- | ------------------------------------------------ | ------------------------------------------------------------- | ---------------- | ----------------- | --------------------------------- |
| 1    | Hartsfield-Jackson Atlanta International Airport | Atlanta, Verenigde Staten                                     | ATL/KATL         | 104.653.451       | 11,7%                             |
| 2    | Dubai International Airport                      | Al Garhoud, Dubai, Verenigde Arabische Emiraten               | DXB/OMDB         | 86.994.365        | 31,7%                             |
| 3    | Dallas/Fort Worth International Airport          | Dallas/Fort Worth, Verenigde Staten                           | DFW/KDFW         | 81.764.044        | 11,5%                             |
| 4    | London Heathrow Airport                          | Hillingdon, Londen, Verenigd Koninkrijk                       | LHR/EGLL         | 79.151.723        | 28,5%                             |
| 5    | Luchthaven Haneda                                | Ōta, Tokio, Japan                                             | HND/RJTT         | 78.200.000        | 55,1%                             |
| 6    | Internationale luchthaven Denver                 | Denver, Verenigde Staten                                      | DEN/KDEN         | 77.837.917        | 17,8%                             |
| 7    | Istanbul Airport                                 | Arnavutköy, Istanbul, Turkije                                 | IST/LTFM         | 76.236.980        | 18,6%                             |
| 8    | Los Angeles International Airport                | Los Angeles, Verenigde Staten                                 | LAX/KLAX         | 75.050.851        | 13,8%                             |
| 9    | O'Hare International Airport                     | Chicago, Verenigde Staten                                     | ORD/KORD         | 73.894.226        | 8,1%                              |
| 10   | Indira Gandhi International Airport              | New Delhi, India                                              | DEL/VIDP         | 72.214.841        | 24,2%                             |
| 11   | Internationale luchthaven Soekarno-Hatta         | Tangerang, Jakarta, Indonesië                                 | CGK/WIII         | 67.832.900        | 74,9%                             |
| 12   | Luchthaven Parijs-Charles de Gaulle              | Roissy-en-France, Frankrijk                                   | CDG/LFPG         | 67.421.316        | 17,3%                             |
| 13   | Internationale luchthaven Guangzhou Baiyun       | Guangzhou, China                                              | CAN/ZGGG         | 63.167.751        | 142,0%                            |
| 14   | John F. Kennedy International Airport            | Queens, New York, Verenigde Staten                            | JFK/KJFK         | 62.440.306        | 12,9%                             |
| 15   | Luchthaven Schiphol                              | Haarlemmermeer, Noord-Holland, Nederland                      | AMS/EHAM         | 61.889.586        | 17,9%                             |
| 16   | Luchthaven Madrid-Barajas                        | Madrid, Spanje                                                | MAD/LEMD         | 60.220.984        | 18,9%                             |
| 17   | Luchthaven Frankfurt am Main                     | Frankfurt, Duitsland                                          | FRA/EDDF         | 59.359.539        | 21,3%                             |
| 18   | Internationale luchthaven Changi                 | Changi, Singapore                                             | SIN/WSSS         | 58.900.000        | 82,9%                             |
| 19   | Orlando International Airport                    | Orlando, Verenigde Staten                                     | MCO/KMCO         | 57.735.726        | 15,1%                             |
| 20   | Harry Reid International Airport                 | Las Vegas, Verenigde Staten                                   | LAS/KLAS         | 57.600.000        | 9,3%                              |
| 21   | Internationale Luchthaven Incheon                | Incheon, Seoel, Zuid-Korea                                    | ICN/RKSI         | 56.131.064        | 214,1%                            |
| 22   | Luchthaven Shanghai Pudong                       | Pudong, China                                                 | PVG/ZSPD         | 54.476.397        | 284,2%                            |
| 23   | Internationale luchthaven Charlotte-Douglas      | Charlotte, Verenigde Staten                                   | CLT/KCLT         | 53.446.295        | 11,9%                             |
| 24   | Luchthaven Peking Capital                        | Chaoyang, Peking, China                                       | PEK/ZBAA         | 52.879.156        | 316,3%                            |
| 25   | Internationale luchthaven Shenzhen Bao'an        | Shenzhen, China                                               | SZX/ZGSZ         | 52.734.934        | 114,6%                            |
| 26   | Internationale Luchthaven Miami                  | Miami-Dade County, Verenigde Staten                           | MIA/KMIA         | 52.340.934        | 3,3%                              |
| 27   | Internationale Luchthaven Suvarnabhumi           | Racha Thewa, Bang Phli, Samut Prakan, Groot-Bangkok, Thailand | BKK/VTBS         | 51.699.104        | 79,8%                             |
| 28   | Chhatrapati Shivaji International Airport        | Mumbai, Maharashtra, India                                    | BOM/VABB         | 51.580.000        | 25,2%                             |
| 29   | Seattle-Tacoma International Airport             | Seattle, Verenigde Staten                                     | SEA/KSEA         | 50.877.260        | 10,7%                             |
| 30   | Internationale luchthaven van San Francisco      | San Mateo County, Verenigde Staten                            | SFO/KSFO         | 50.196.094        | 18,7%                             |

## Statistieken 2022
De hoge stijgingen van aantal passagiers voor alle luchthavens zijn een gevolg van de vergelijking met de cijfers van 2021 waar de luchtvaartsector zware impact had van de coronapandemie.  De cijfers zijn afkomstig van de Port Authority of New York and New Jersey.
| Rang | Luchthaven                                       | Locatie                                         | Code (IATA/ICAO) | Totaal passagiers | Stijging/Daling aantal passagiers |
| ---- | ------------------------------------------------ | ----------------------------------------------- | ---------------- | ----------------- | --------------------------------- |
| 1    | Hartsfield-Jackson Atlanta International Airport | Atlanta, Verenigde Staten                       | ATL/KATL         | 93.699.630        | 23,8%                             |
| 2    | Dallas-Fort Worth International Airport          | Dallas/Fort Worth, Verenigde Staten             | DFW/KDFW         | 73.362.946        | 17,8%                             |
| 3    | Internationale luchthaven Denver                 | Denver, Verenigde Staten                        | DEN/KDEN         | 69.286.461        | 17,8%                             |
| 4    | O'Hare International Airport                     | Chicago, Verenigde Staten                       | ORD/KORD         | 68.340.619        | 26,5%                             |
| 5    | Internationale Luchthaven Dubai                  | Al Garhoud, Dubai, Verenigde Arabische Emiraten | DXB/OMDB         | 66.069.981        | 127,0%                            |
| 6    | Los Angeles International Airport                | Los Angeles, Verenigde Staten                   | LAX/KLAX         | 65.924.298        | 37,3%                             |
| 7    | Istanbul Airport                                 | Arnavutköy, Istanboel, Turkije                  | IST/LTFM         | 64.289.107        | 73,8%                             |
| 8    | Luchthaven Londen Heathrow                       | Hillingdon, Groot-Londen, Verenigd Koninkrijk   | LHR/EGLL         | 61.614.508        | 217,7%                            |
| 9    | Indira Gandhi International Airport              | New Delhi, India                                | DEL/VIDP         | 59.490.074        | 60,2%                             |
| 10   | Luchthaven Parijs-Charles de Gaulle              | Roissy-en-France, Frankrijk                     | CDG/LFPG         | 57.474.033        | 119,4%                            |
| 11   | John F. Kennedy International Airport            | Queens, New York, Verenigde Staten              | JFK/KJFK         | 55.287.693        | 79,6%                             |
| 12   | Harry Reid International Airport                 | Las Vegas, Verenigde Staten                     | LAS/KLAS         | 52.694.312        | 32,6%                             |
| 13   | Luchthaven Schiphol                              | Haarlemmermeer, Noord-Holland, Nederland        | AMS/EHAM         | 52.472.188        | 105,8%                            |
| 14   | Internationale Luchthaven Miami                  | Miami-Dade County, Verenigde Staten             | MIA/KMIA         | 50.684.396        | 35,9%                             |
| 15   | Luchthaven Madrid-Barajas                        | Madrid, Spanje                                  | MAD/LEMD         | 50.602.864        | 109,8%                            |
| 16   | Luchthaven Tokio Haneda                          | Ōta, Tokio, Japan                               | HND/RJTT         | 50,290.705        | 92,5%                             |
| 17   | Orlando International Airport                    | Orlando, Verenigde Staten                       | MCO/KMCO         | 50.176.103        | 24,2%                             |
| 18   | Luchthaven Frankfurt am Main                     | Frankfurt, Duitsland                            | FRA/EDDF         | 48.918.482        | 97,2%                             |
| 19   | Internationale luchthaven Charlotte-Douglas      | Charlotte, Verenigde Staten                     | CLT/KCLT         | 47.758.605        | 10,3%                             |
| 20   | Internationale luchthaven van Mexico-Stad        | Venustiano Carranza, Mexico                     | MEX/MMMX         | 46.261.729        | 28,3%                             |
| 21   | Seattle-Tacoma International Airport             | Seattle, Verenigde Staten                       | SEA/KSEA         | 45.964.321        | 27,1%                             |
| 22   | Phoenix Sky Harbor International Airport         | Phoenix, Verenigde Staten                       | PHX/KPHX         | 44.397.854        | 14,3%                             |
| 23   | Newark Liberty International Airport             | Newark, Verenigde Staten                        | EWR/KEWR         | 43.565.254        | 50,0%                             |
| 24   | Internationale luchthaven van San Francisco      | San Mateo County, Verenigde Staten              | SFO/KSFO         | 42.210.201        | 73,5%                             |
| 25   | Aeroport Josep Tarradellas Barcelona-el Prat     | El Prat de Llobregat, Spanje                    | BCN/LEBL         | 41.616.302        | 120,6%                            |
| 26   | George Bush Intercontinental Airport             | Houston, Verenigde Staten                       | IAH/KIAH         | 40.974.831        | 21,7%                             |
| 27   | Internationale luchthaven Soekarno-Hatta         | Tangerang, Jakarta, Indonesië                   | CGK/WIII         | 38.791.168        | 113,3%                            |
| 28   | Chhatrapati Shivaji International Airport        | Mumbai, Maharashtra, India                      | BOM/VABB         | 38.332.106        | 93,7%                             |
| 29   | Internationale luchthaven Toronto Pearson        | Mississauga, Ontario, Canada                    | YYZ/CYYZ         | 36.356.109        | 186,4%                            |
| 30   | Internationale luchthaven Boston Logan           | Boston, Verenigde Staten                        | BOS/KBOS         | 36.112.473        | 59,1%                             |

## Statistieken 2020
| Rang | Luchthaven                                       | Locatie                             | Code (IATA/ICAO) | Totaal passagiers | Stijging/Daling aantal passagiers |
| ---- | ------------------------------------------------ | ----------------------------------- | ---------------- | ----------------- | --------------------------------- |
| 1    | Internationale luchthaven Guangzhou Baiyun       | Guangzhou, China                    | CAN/ZGGG         | 43.760.427        | -40,5%                            |
| 2    | Hartsfield-Jackson Atlanta International Airport | Atlanta, Verenigde Staten           | ATL/KATL         | 42.918.685        | -60,2%                            |
| 3    | Internationale luchthaven Chengdu Shuangliu      | Chengdu, Sichuan, China             | CTU/ZUUU         | 40.741.509        | -27,1%                            |
| 4    | Dallas-Fort Worth International Airport          | Dallas/Fort Worth, Verenigde Staten | DFW/KDFW         | 39.364.990        | -47,5%                            |
| 5    | Internationale luchthaven Shenzhen Bao'an        | Shenzhen, China                     | SZX/ZGSZ         | 37.916.059        | -28,4%                            |

## Statistieken 2017
De volgende statistieken zijn de definitieve cijfers van 2017, vrijgegeven op 9 januari 2019.
| Rang | Luchthaven                                       | Locatie                                                       | Code (IATA/ICAO) | Totaal passagiers | Stijging/Daling aantal passagiers;c |
| ---- | ------------------------------------------------ | ------------------------------------------------------------- | ---------------- | ----------------- | ----------------------------------- |
| 1    | Hartsfield-Jackson Atlanta International Airport | Atlanta, Verenigde Staten                                     | ATL/KATL         | 103.902.992       | -0,3%                               |
| 2    | Luchthaven Peking Capital                        | Chaoyang, Peking, China                                       | PEK/ZBAA         | 95.786.442        | 1,5%                                |
| 3    | Internationale Luchthaven Dubai                  | Al Garhoud, Dubai, Verenigde Arabische Emiraten               | DXB/OMDB         | 88.242.099        | 5,5%                                |
| 4    | Luchthaven Tokio Haneda                          | Ōta, Tokio, Japan                                             | HND/RJTT         | 85.408.975        | 6,5%                                |
| 5    | Los Angeles International Airport                | Los Angeles, Verenigde Staten                                 | LAX/KLAX         | 84.557.968        | 4,5%                                |
| 6    | O'Hare International Airport                     | Chicago, Verenigde Staten                                     | ORD/KORD         | 79.828.183        | 2,4%                                |
| 7    | Luchthaven Londen Heathrow                       | Hillingdon, Groot-Londen, Verenigd Koninkrijk                 | LHR/EGLL         | 78.014.598        | 3,0%                                |
| 8    | Luchthaven Hongkong                              | Chek Lap Kok, Hongkong, China                                 | HKG/VHHH         | 72.664.075        | 3,4%                                |
| 9    | Luchthaven Shanghai Pudong                       | Pudong, China                                                 | PVG/ZSPD         | 70.001.237        | 6,1%                                |
| 10   | Luchthaven Parijs-Charles de Gaulle              | Roissy-en-France, Frankrijk                                   | CDG/LFPG         | 69.471.442        | 5,4%                                |
| 11   | Luchthaven Schiphol                              | Haarlemmermeer, Noord-Holland, Nederland                      | AMS/EHAM         | 68.515.425        | 7,7%                                |
| 12   | Dallas-Fort Worth International Airport          | Dallas/Fort Worth, Verenigde Staten                           | DFW/KDFW         | 67.092.194        | 2,3%                                |
| 13   | Internationale luchthaven Guangzhou Baiyun       | Huadu, China                                                  | CAN/ZGGG         | 65.887.473        | 10,3%                               |
| 14   | Luchthaven Frankfurt am Main                     | Frankfurt, Duitsland                                          | FRA/EDDF         | 64.500.386        | 6,1%                                |
| 15   | Luchthaven Istanbul Atatürk                      | Yeşilköy, Istanboel, Turkije                                  | IST/LTBA         | 64.119.374        | 6,1%                                |
| 16   | Indira Gandhi International Airport              | New Delhi, India                                              | DEL/VIDP         | 63.451.503        | 14,1%                               |
| 17   | Internationale luchthaven Soekarno-Hatta         | Cengkareng, Jakarta, Indonesië                                | CGK/WIII         | 63.015.620        | 8,3%                                |
| 18   | Internationale luchthaven Changi                 | Changi, East Region, Singapore                                | SIN/WSSS         | 62.219.573        | 6,0%                                |
| 19   | Internationale Luchthaven Incheon                | Incheon, Seoel, Zuid-Korea                                    | ICN/RKSI         | 62.157.834        | 7,5%                                |
| 20   | Internationale luchthaven Denver                 | Denver, Verenigde Staten                                      | DEN/KDEN         | 61.379.396        | 5,3%                                |
| 21   | Internationale Luchthaven Suvarnabhumi           | Racha Thewa, Bang Phli, Samut Prakan, Groot-Bangkok, Thailand | BKK/VTBS         | 60.860.557        | 8,9%                                |
| 22   | John F. Kennedy International Airport            | Queens, New York, Verenigde Staten                            | JFK/KJFK         | 59.392.500        | 0,5%                                |
| 23   | Internationale Luchthaven Kuala Lumpur           | Kuala Lumpur, Maleisië                                        | KUL/WMKK         | 58.558.440        | 11,2%                               |
| 24   | Internationale luchthaven van San Francisco      | San Mateo County, Verenigde Staten                            | SFO/KSFO         | 55.822.129        | 5,1%                                |
| 25   | Luchthaven Madrid-Barajas                        | Madrid, Spanje                                                | MAD/LEMD         | 53.386.075        | 5,9%                                |
| 26   | Internationale luchthaven Chengdu Shuangliu      | Chengdu, Sichuan, China                                       | CTU/ZUUU         | 49.801.693        | 8,2%                                |
| 27   | McCarran International Airport                   | Las Vegas, Verenigde Staten                                   | LAS/KLAS         | 48.566.803        | 2,3%                                |
| 28   | Aeroport Josep Tarradellas Barcelona-el Prat     | El Prat de Llobregat, Spanje                                  | BCN/LEBL         | 47.262.826        | 7,1%                                |
| 29   | Chhatrapati Shivaji International Airport        | Mumbai, Maharashtra, India                                    | BOM/VABB         | 47.204.259        | 5,7%                                |
| 30   | Internationale luchthaven Toronto Pearson        | Mississauga, Ontario, Canada                                  | YYZ/CYYZ         | 47.054.696        | 6,2%                                |

## Statistieken 2014
De volgende statistieken zijn van 2014, volgens de voorlopige gegevens van 21 april 2015.
| Rang | Luchthaven                                       | Locatie                                                       | Code (IATA/ICAO) | Totaal passagiers | Stijging/Daling aantal passagiers;c |
| ---- | ------------------------------------------------ | ------------------------------------------------------------- | ---------------- | ----------------- | ----------------------------------- |
| 1    | Hartsfield-Jackson Atlanta International Airport | Atlanta, Verenigde Staten                                     | ATL/KATL         | 96.631.755        | 2,5%                                |
| 2    | Luchthaven Peking Capital                        | Chaoyang, Peking, China                                       | PEK/ZBAA         | 86.046.550        | 2,1%                                |
| 3    | Luchthaven Londen Heathrow                       | Hillingdon, Groot-Londen, Verenigd Koninkrijk                 | LHR/EGLL         | 73.477.826        | 1,3%                                |
| 4    | Luchthaven Tokio Haneda                          | Ōta, Tokio, Japan                                             | HND/RJTT         | 73.189.022        | 5,7%                                |
| 5    | Internationale Luchthaven Dubai                  | Al Garhoud, Dubai, Verenigde Arabische Emiraten               | DXB/OMDB         | 70.970.598        | 5,5%                                |
| 6    | O'Hare International Airport                     | Chicago, Verenigde Staten                                     | ORD/KORD         | 70.697.514        | 5,9%                                |
| 7    | Los Angeles International Airport                | Los Angeles, Verenigde Staten                                 | LAX/KLAX         | 70.684.988        | 5,5%                                |
| 8    | Luchthaven Schiphol                              | Haarlemmermeer, Noord-Holland, Nederland                      | AMS/EHAM         | 68.500.000        | 7,7%                                |
| 9    | Luchthaven Parijs-Charles de Gaulle              | Roissy-en-France, Frankrijk                                   | CDG/LFPG         | 63.921.084        | 2,6%                                |
| 10   | Dallas-Fort Worth International Airport          | Dallas/Fort Worth, Verenigde Staten                           | DFW/KDFW         | 63.502.965        | 4,6%                                |
| 11   | Luchthaven Hongkong                              | Chek Lap Kok, Hongkong, China                                 | HKG/VHHH         | 63.246.649        | 5,2%                                |
| 12   | Luchthaven Frankfurt am Main                     | Frankfurt, Duitsland                                          | FRA/EDDF         | 59.618.682        | 2,5%                                |
| 13   | Luchthaven Istanbul Atatürk                      | Yeşilköy, Istanboel, Turkije                                  | IST/LTBA         | 57.125.228        | 10,2%                               |
| 14   | Internationale luchthaven Soekarno-Hatta         | Cengkareng, Jakarta, Indonesië                                | CGK/WIII         | 56.380.277        | -6,3%                               |
| 15   | Internationale luchthaven Guangzhou Baiyun       | Huadu, China                                                  | CAN/ZGGG         | 54.673.116        | 3,1%                                |
| 16   | Internationale luchthaven Changi                 | Changi, East Region, Singapore                                | SIN/WSSS         | 53.915.038        | -0,2%                               |
| 17   | Internationale luchthaven Denver                 | Denver, Verenigde Staten                                      | DEN/KDEN         | 53.401.637        | -1,6%                               |
| 18   | John F. Kennedy International Airport            | Queens, New York, Verenigde Staten                            | JFK/KJFK         | 53.335.885        | 5,8%                                |
| 19   | Luchthaven Shanghai Pudong                       | Pudong, China                                                 | PVG/ZSPD         | 51.830.204        | 8,4%                                |
| 20   | Internationale Luchthaven Kuala Lumpur           | Kuala Lumpur, Maleisië                                        | KUL/WMKK         | 48.690.323        | 0,8%                                |
| 21   | Internationale luchthaven van San Francisco      | San Mateo County, Verenigde Staten                            | SFO/KSFO         | 47.232.070        | 4,6%                                |
| 22   | Internationale Luchthaven Suvarnabhumi           | Racha Thewa, Bang Phli, Samut Prakan, Groot-Bangkok, Thailand | BKK/VTBS         | 46.795.292        | -8,7%                               |
| 23   | Internationale Luchthaven Incheon                | Incheon, Seoel, Zuid-Korea                                    | ICN/RKSI         | 46.181.940        | 10,2%                               |
| 24   | Internationale luchthaven Charlotte-Douglas      | Charlotte, Verenigde Staten                                   | CLT/KCLT         | 44.232.793        | 1,3%                                |
| 25   | McCarran International Airport                   | Las Vegas, Verenigde Staten                                   | LAS/KLAS         | 42.880.101        | 2,0%                                |
| 26   | Phoenix Sky Harbor International Airport         | Phoenix, Verenigde Staten                                     | PHX/KPHX         | 42.229.359        | 4,4%                                |
| 27   | Luchthaven Madrid-Barajas                        | Madrid, Spanje                                                | MAD/LEMD         | 42.095.433        | 6,1%                                |
| 28   | George Bush Intercontinental Airport             | Houston, Verenigde Staten                                     | IAH/KIAH         | 41.336.965        | 3,6%                                |
| 29   | Internationale Luchthaven Miami                  | Miami, Verenigde Staten                                       | MIA/KMIA         | 41.084.992        | 0,9%                                |
| 30   | Indira Gandhi International Airport              | New Delhi, India                                              | DEL/VIDP         | 40.281.184        | 9,7%                                |

## Statistieken 2013
De volgende statistieken zijn van januari t/m december 2013, volgens de gegevens van 22 december 2014.
| Rang | Luchthaven                                       | Locatie                                                       | Code (IATA/ICAO) | Totaal passagiers | Stijging/Daling aantal passagiers |
| ---- | ------------------------------------------------ | ------------------------------------------------------------- | ---------------- | ----------------- | --------------------------------- |
| 1    | Hartsfield-Jackson Atlanta International Airport | Atlanta, Verenigde Staten                                     | ATL/KATL         | 94.431.224        | -1,1%                             |
| 2    | Luchthaven Peking Capital                        | Chaoyang, Peking, China                                       | PEK/ZBAA         | 83.712.355        | 2,2%                              |
| 3    | Luchthaven Londen Heathrow                       | Hillingdon, Groot-Londen, Verenigd Koninkrijk                 | LHR/EGLL         | 72.368.061        | 3,3%                              |
| 4    | Luchthaven Tokio Haneda                          | Ōta, Tokio, Japan                                             | HND/RJTT         | 68.906.509        | 3,2%                              |
| 5    | O'Hare International Airport                     | Chicago, Verenigde Staten                                     | ORD/KORD         | 66.777.161        | 0,2%                              |
| 6    | Los Angeles International Airport                | Los Angeles, Verenigde Staten                                 | LAX/KLAX         | 66.667.619        | 4,7%                              |
| 7    | Internationale Luchthaven Dubai                  | Al Garhoud, Dubai, Verenigde Arabische Emiraten               | DXB/OMDB         | 66.431.533        | 15,2%                             |
| 8    | Luchthaven Parijs-Charles de Gaulle              | Roissy-en-France, Frankrijk                                   | CDG/LFPG         | 62.052.917        | 0,7%                              |
| 9    | Dallas-Fort Worth International Airport          | Dallas/Fort Worth, Verenigde Staten                           | DFW/KDFW         | 60.470.507        | 3,2%                              |
| 10   | Internationale luchthaven Soekarno-Hatta         | Cengkareng, Jakarta, Indonesië                                | CGK/WIII         | 60.137.347        | 4,1%                              |
| 11   | Luchthaven Hongkong                              | Chek Lap Kok, Hongkong, China                                 | HKG/VHHH         | 59.588.081        | 6,3%                              |
| 12   | Luchthaven Frankfurt am Main                     | Frankfurt, Duitsland                                          | FRA/EDDF         | 58.036.948        | 0,9%                              |
| 13   | Internationale luchthaven Changi                 | Changi, East Region, Singapore                                | SIN/WSSS         | 53.726.087        | 5,0%                              |
| 14   | Luchthaven Schiphol                              | Haarlemmermeer, Noord-Holland, Nederland                      | AMS/EHAM         | 52.569.200        | 3,0%                              |
| 15   | Internationale luchthaven Denver                 | Denver, Verenigde Staten                                      | DEN/KDEN         | 52.556.359        | -1,1%                             |
| 16   | Internationale luchthaven Guangzhou Baiyun       | Huadu, China                                                  | CAN/ZGGG         | 52.450.262        | 8,6%                              |
| 17   | Internationale Luchthaven Suvarnabhumi           | Racha Thewa, Bang Phli, Samut Prakan, Groot-Bangkok, Thailand | BKK/VTBS         | 51.363.451        | -3,1%                             |
| 18   | Luchthaven Istanbul Atatürk                      | Yeşilköy, Istanboel, Turkije                                  | IST/LTBA         | 51.304.654        | 13,7%                             |
| 19   | John F. Kennedy International Airport            | Queens, New York, Verenigde Staten                            | JFK/KJFK         | 50.423.765        | 2,3%                              |
| 20   | Internationale Luchthaven Kuala Lumpur           | Kuala Lumpur, Maleisië                                        | KUL/WMKK         | 47.498.127        | 19,1%                             |
| 21   | Luchthaven Shanghai Pudong                       | Pudong, China                                                 | PVG/ZSPD         | 47.189.849        | 5,1%                              |
| 22   | Internationale luchthaven van San Francisco      | San Mateo County, Verenigde Staten                            | SFO/KSFO         | 44.945.760        | 1,2%                              |
| 23   | Internationale luchthaven Charlotte-Douglas      | Charlotte, Verenigde Staten                                   | CLT/KCLT         | 43.457.471        | 5,4%                              |
| 24   | Internationale Luchthaven Incheon                | Incheon, Seoel, Zuid-Korea                                    | ICN/RKSI         | 41.679.758        | 6,4%                              |
| 25   | McCarran International Airport                   | Las Vegas, Verenigde Staten                                   | LAS/KLAS         | 40.933.037        | 0,3%                              |
| 26   | Internationale Luchthaven Miami                  | Miami, Verenigde Staten                                       | MIA/KMIA         | 40.562.948        | 2,8%                              |
| 27   | Phoenix Sky Harbor International Airport         | Phoenix, Verenigde Staten                                     | PHX/KPHX         | 40.341.614        | -0,3%                             |
| 28   | George Bush Intercontinental Airport             | Houston, Verenigde Staten                                     | IAH/KIAH         | 39.799.414        | -0,2%                             |
| 29   | Luchthaven Madrid-Barajas                        | Madrid, Spanje                                                | MAD/LEMD         | 39.717.850        | -12,1%                            |
| 30   | Luchthaven München                               | München, Duitsland                                            | MUC/EDDM         | 38.672.644        | 0,8%                              |

## Statistieken 2012
De volgende statistieken zijn van januari t/m december 2012, volgens de gegevens van 1 april 2013.
| Rang | Luchthaven                                       | Locatie                                                       | Code (IATA/ICAO) | Totaal passagiers | Stijging/Daling aantal passagiers |
| ---- | ------------------------------------------------ | ------------------------------------------------------------- | ---------------- | ----------------- | --------------------------------- |
| 1    | Hartsfield-Jackson Atlanta International Airport | Atlanta, Verenigde Staten                                     | ATL/KATL         | 95.462.867        | 3,3%                              |
| 2    | Luchthaven Peking Capital                        | Chaoyang, Peking, China                                       | PEK/ZBAA         | 81.929.689        | 4,5%                              |
| 3    | Luchthaven Londen Heathrow                       | Hillingdon, Groot-Londen, Verenigd Koninkrijk                 | LHR/EGLL         | 70.038.857        | 0,9%                              |
| 4    | Luchthaven Tokio Haneda                          | Ōta, Tokio, Japan                                             | HND/RJTT         | 67.788.722        | 8,3%                              |
| 5    | O'Hare International Airport                     | Chicago, Verenigde Staten                                     | ORD/KORD         | 67.091.391        | 0,4%                              |
| 6    | Los Angeles International Airport                | Los Angeles, Verenigde Staten                                 | LAX/KLAX         | 63.687.544        | 3,0%                              |
| 7    | Luchthaven Parijs-Charles de Gaulle              | Roissy-en-France, Frankrijk                                   | CDG/LFPG         | 61.611.934        | 1,1%                              |
| 8    | Dallas-Fort Worth International Airport          | Dallas/Fort Worth, Verenigde Staten                           | DFW/KDFW         | 58.591.842        | 1,4%                              |
| 9    | Internationale luchthaven Soekarno-Hatta         | Cengkareng, Jakarta, Indonesië                                | CGK/WIII         | 57.730.732        | 14,4%                             |
| 10   | Internationale Luchthaven Dubai                  | Al Garhoud, Dubai, Verenigde Arabische Emiraten               | DXB/OMDB         | 57.684.550        | 13,2%                             |
| 11   | Luchthaven Frankfurt am Main                     | Frankfurt, Duitsland                                          | FRA/EDDF         | 57.520.001        | 1,9%                              |
| 12   | Luchthaven Hongkong                              | Chek Lap Kok, Hongkong, China                                 | HKG/VHHH         | 56.064.248        | 5,2%                              |
| 13   | Internationale luchthaven Denver                 | Denver, Verenigde Staten                                      | DEN/KDEN         | 53.156.278        | 0,6%                              |
| 14   | Internationale Luchthaven Suvarnabhumi           | Racha Thewa, Bang Phli, Samut Prakan, Groot-Bangkok, Thailand | BKK/VTBS         | 53.002.328        | 10,6%                             |
| 15   | Internationale luchthaven Changi                 | Changi, East Region, Singapore                                | SIN/WSSS         | 51.181.804        | 10,0%                             |
| 16   | Luchthaven Schiphol                              | Haarlemmermeer, Noord-Holland, Nederland                      | AMS/EHAM         | 51.035.590        | 2,6%                              |
| 17   | John F. Kennedy International Airport            | Queens, New York, Verenigde Staten                            | JFK/KJFK         | 49.293.587        | 3,1%                              |
| 18   | Internationale luchthaven Guangzhou Baiyun       | Huadu, China                                                  | CAN/ZGGG         | 48.548.430        | 7,8%                              |
| 19   | Luchthaven Madrid-Barajas                        | Madrid, Spanje                                                | MAD/LEMD         | 45.175.501        | -9,0%                             |
| 20   | Luchthaven Istanbul Atatürk                      | Yeşilköy, Istanboel, Turkije                                  | IST/LTBA         | 44.992.420        | 20,2%                             |
| 21   | Luchthaven Shanghai Pudong                       | Pudong, China                                                 | PVG/ZSPD         | 44.880.164        | 8,3%                              |
| 22   | Internationale luchthaven van San Francisco      | San Mateo County, Verenigde Staten                            | SFO/KSFO         | 44.431.894        | 8,6%                              |
| 23   | McCarran International Airport                   | Las Vegas, Verenigde Staten                                   | LAS/KLAS         | 41.666.527        | 0,5%                              |
| 24   | Internationale luchthaven Charlotte-Douglas      | Charlotte, Verenigde Staten                                   | CLT/KCLT         | 41.226.035        | 5,6%                              |
| 25   | Phoenix Sky Harbor International Airport         | Phoenix, Verenigde Staten                                     | PHX/KPHX         | 40.452.009        | -0,3%                             |
| 26   | George Bush Intercontinental Airport             | Houston, Verenigde Staten                                     | IAH/KIAH         | 40.022.736        | -0,5%                             |
| 27   | Internationale Luchthaven Kuala Lumpur           | Kuala Lumpur, Maleisië                                        | KUL/WMKK         | 39.887.866        | 6,6%                              |
| 28   | Internationale Luchthaven Miami                  | Miami, Verenigde Staten                                       | MIA/KMIA         | 39.467.444        | 3,0%                              |
| 29   | Internationale Luchthaven Incheon                | Incheon, Seoel, Zuid-Korea                                    | ICN/RKSI         | 39.154.375        | 11,3%                             |
| 30   | Luchthaven München                               | München, Duitsland                                            | MUC/EDDM         | 38.360.604        | 1,6%                              |

## Statistieken 2011
De volgende statistieken zijn van januari t/m december 2011, volgens de gegevens van 4 mei 2012.
| Rang | Luchthaven                                       | Locatie                                                       | Code (IATA/ICAO) | Totaal passagiers | Stijging/Daling aantal passagiers |
| ---- | ------------------------------------------------ | ------------------------------------------------------------- | ---------------- | ----------------- | --------------------------------- |
| 1    | Hartsfield-Jackson Atlanta International Airport | Atlanta, Verenigde Staten                                     | ATL/KATL         | 92.365.860        | 3,3%                              |
| 2    | Luchthaven Peking Capital                        | Chaoyang, Peking, China                                       | PEK/ZBAA         | 77.403.668        | 4,7%                              |
| 3    | Luchthaven Londen Heathrow                       | Hillingdon, Groot-Londen, Verenigd Koninkrijk                 | LHR/EGLL         | 69.433.565        | 5,1%                              |
| 4    | O'Hare International Airport                     | Chicago, Verenigde Staten                                     | ORD/KORD         | 66.561.023        | -0,5%                             |
| 5    | Luchthaven Tokio Haneda                          | Ōta, Tokio, Japan                                             | HND/RJTT         | 62.263.025        | -3,0%                             |
| 6    | Los Angeles International Airport                | Los Angeles, Verenigde Staten                                 | LAX/KLAX         | 61.848.449        | 4,6%                              |
| 7    | Luchthaven Parijs-Charles de Gaulle              | Roissy-en-France, Frankrijk                                   | CDG/LFPG         | 60.970.551        | 4,6%                              |
| 8    | Dallas-Fort Worth International Airport          | Dallas/Fort Worth, Verenigde Staten                           | DFW/KDFW         | 57.806.152        | 1,6%                              |
| 9    | Luchthaven Frankfurt am Main                     | Frankfurt, Duitsland                                          | FRA/EDDF         | 56.436.255        | 6,1%                              |
| 10   | Luchthaven Hongkong                              | Chek Lap Kok, Hongkong, China                                 | HKG/VHHH         | 53.314.213        | 5,5%                              |
| 11   | Internationale luchthaven Denver                 | Denver, Verenigde Staten                                      | DEN/KDEN         | 52.699.298        | 0,9%                              |
| 12   | Internationale Luchthaven Dubai                  | Al Garhoud, Dubai, Verenigde Arabische Emiraten               | DXB/OMDB         | 50.977.960        | 7,4%                              |
| 13   | Internationale luchthaven Soekarno-Hatta         | Cengkareng, Jakarta, Indonesië                                | CGK/WIII         | 50.446.618        | 14,7%                             |
| 14   | Luchthaven Schiphol                              | Haarlemmermeer, Noord-Holland, Nederland                      | AMS/EHAM         | 49.754.910        | 9,1%                              |
| 15   | Luchthaven Madrid-Barajas                        | Madrid, Spanje                                                | MAD/LEMD         | 49.644.302        | -0,4%                             |
| 16   | Internationale Luchthaven Suvarnabhumi           | Racha Thewa, Bang Phli, Samut Prakan, Groot-Bangkok, Thailand | BKK/VTBS         | 47.910.744        | 10,7%                             |
| 17   | John F. Kennedy International Airport            | Queens, New York, Verenigde Staten                            | JFK/KJFK         | 47.854.283        | 2,8%                              |
| 18   | Internationale luchthaven Changi                 | Changi, East Region, Singapore                                | SIN/WSSS         | 46.543.845        | 9,7%                              |
| 19   | Internationale luchthaven Guangzhou Baiyun       | Huadu, China                                                  | CAN/ZGGG         | 45.400.156        | 9,7%                              |
| 20   | McCarran International Airport                   | Las Vegas, Verenigde Staten                                   | LAS/KLAS         | 41.479.572        | 4,2%                              |
| 21   | Luchthaven Shanghai Pudong                       | Pudong, China                                                 | PVG/ZSPD         | 41.450.211        | 2,6%                              |
| 22   | Internationale luchthaven van San Francisco      | San Mateo County, Verenigde Staten                            | SFO/KSFO         | 40.907.389        | 4,0%                              |
| 23   | Phoenix Sky Harbor International Airport         | Phoenix, Verenigde Staten                                     | PHX/KPHX         | 40.565.677        | 5,0%                              |
| 24   | George Bush Intercontinental Airport             | Houston, Verenigde Staten                                     | IAH/KIAH         | 40.170.844        | -0,8%                             |
| 25   | Internationale luchthaven Charlotte-Douglas      | Charlotte, Verenigde Staten                                   | CLT/KCLT         | 39.043.708        | 2,3%                              |
| 26   | Internationale Luchthaven Miami                  | Miami, Verenigde Staten                                       | MIA/KMIA         | 38.314.389        | 6,8%                              |
| 27   | Luchthaven München                               | München, Duitsland                                            | MUC/EDDM         | 37.763.701        | 8,1%                              |
| 28   | Internationale Luchthaven Kuala Lumpur           | Kuala Lumpur, Maleisië                                        | KUL/WMKK         | 37.670.586        | 9,5%                              |
| 29   | Luchthaven Rome Fiumicino                        | Fiumicino, Rome, Italië                                       | FCO/LIRF         | 37.651.222        | 3,8%                              |
| 30   | Luchthaven Istanbul Atatürk                      | Yeşilköy, Istanboel, Turkije                                  | IST/LTBA         | 37.398.221        | 14,0%                             |

## Statistieken 2010
De volgende statistieken zijn van januari t/m december 2010, volgens de gegevens van 15 maart 2011.
| Rang | Luchthaven                                       | Locatie                                                         | Code (IATA/ICAO) | Totaal passagiers |
| ---- | ------------------------------------------------ | --------------------------------------------------------------- | ---------------- | ----------------- |
| 1    | Hartsfield-Jackson Atlanta International Airport | Atlanta, Verenigde Staten                                       | ATL/KATL         | 89.331.622        |
| 2    | Luchthaven Peking Capital                        | Chaoyang, Peking, China                                         | PEK/ZBAA         | 73.891.801        |
| 3    | O'Hare International Airport                     | Chicago, Verenigde Staten                                       | ORD/KORD         | 66.665.390        |
| 4    | Luchthaven Londen Heathrow                       | Hillingdon, Groot-Londen, Verenigd Koninkrijk                   | LHR/EGLL         | 65.884.143        |
| 5    | Luchthaven Tokio Haneda                          | Ōta, Tokio, Japan                                               | HND/RJTT         | 64.069.098        |
| 6    | Los Angeles International Airport                | Los Angeles, Verenigde Staten                                   | LAX/KLAX         | 58.915.100        |
| 7    | Luchthaven Parijs-Charles de Gaulle              | Roissy-en-France, Frankrijk                                     | CDG/LFPG         | 58.167.062        |
| 8    | Dallas-Fort Worth International Airport          | Dallas/Fort Worth, Verenigde Staten                             | DFW/KDFW         | 56.905.066        |
| 9    | Luchthaven Frankfurt am Main                     | Frankfurt, Duitsland                                            | FRA/EDDF         | 53.009.221        |
| 10   | Denver International Airport                     | Denver, Verenigde Staten                                        | DEN/KDEN         | 52.211.242        |
| 11   | Luchthaven Hongkong                              | Chek Lap Kok, Hongkong, China                                   | HKG/VHHH         | 50.410.819        |
| 12   | Luchthaven Madrid-Barajas                        | Madrid, Spanje                                                  | MAD/LEMD         | 49.786.202        |
| 13   | Internationale Luchthaven Dubai                  | Al Garhoud, Dubai, Verenigde Arabische Emiraten                 | DXB/OMDB         | 47.180.628        |
| 14   | John F. Kennedy International Airport            | Queens, New York, Verenigde Staten                              | JFK/KJFK         | 46.495.876        |
| 15   | Luchthaven Schiphol                              | Haarlemmermeer, Noord-Holland, Nederland                        | AMS/EHAM         | 45.211.749        |
| 16   | Internationale luchthaven Soekarno-Hatta         | Cengkareng, Jakarta, Indonesië                                  | CGK/WIII         | 43.981.022        |
| 17   | Internationale Luchthaven Suvarnabhumi           | Racha Thewa, Bang Phli, Samut Prakan, Greater Bangkok, Thailand | BKK/VTBS         | 42.784.967        |
| 18   | Internationale luchthaven Changi                 | Changi, East Region, Singapore                                  | SIN/WSSS         | 42.038.777        |
| 19   | Internationale luchthaven Guangzhou Baiyun       | Huadu, China                                                    | CAN/ZGGG         | 40.975.253        |
| 20   | Luchthaven Shanghai Pudong                       | Pudong, China                                                   | PVG/ZSPD         | 40.582.356        |
| 21   | George Bush Intercontinental Airport             | Houston, Verenigde Staten                                       | IAH/KIAH         | 40.475.058        |
| 22   | McCarran International Airport                   | Las Vegas, Verenigde Staten                                     | LAS/KLAS         | 39.397.359        |
| 23   | Internationale luchthaven van San Francisco      | San Mateo County, Verenigde Staten                              | SFO/KSFO         | 39.254.634        |
| 24   | Phoenix Sky Harbor International Airport         | Phoenix, Verenigde Staten                                       | PHX/KPHX         | 38.552.409        |
| 25   | Internationale luchthaven Charlotte-Douglas      | Charlotte, Verenigde Staten                                     | CLT/KCLT         | 38.143.078        |
| 26   | Luchthaven Rome Fiumicino                        | Fiumicino, Rome, Italië                                         | FCO/LIRF         | 36.228.490        |
| 27   | Kingsford Smith International Airport            | Sydney, Australië                                               | SYD/YSSY         | 35.992.164        |
| 28   | Internationale Luchthaven Miami                  | Miami, Verenigde Staten                                         | MIA/KMIA         | 35.698.025        |
| 29   | Orlando International Airport                    | Orlando, Verenigde Staten                                       | MCO/KMCO         | 34.877.507        |
| 30   | Luchthaven München                               | München, Duitsland                                              | MUC/EDDM         | 34.721.605        |

## Statistieken 2009
De volgende statistieken zijn van januari t/m december 2009.
| Rang | Luchthaven                                       | Locatie                                                         | Code (IATA/ICAO) | Totaal passagiers |
| ---- | ------------------------------------------------ | --------------------------------------------------------------- | ---------------- | ----------------- |
| 1.   | Hartsfield-Jackson Atlanta International Airport | Atlanta, Verenigde Staten                                       | ATL/KATL         | 88.032.086        |
| 2.   | Luchthaven Londen Heathrow                       | Hillingdon, Groot-Londen, Verenigd Koninkrijk                   | LHR/EGLL         | 66.037.578        |
| 3.   | Luchthaven Peking Capital                        | Chaoyang, Peking, China                                         | PEK/ZBAA         | 65.372.012        |
| 4.   | O'Hare International Airport                     | Chicago, Verenigde Staten                                       | ORD/KORD         | 64.158.343        |
| 5.   | Luchthaven Tokio Haneda                          | Ōta, Tokio, Japan                                               | HND/RJTT         | 61.903.656        |
| 6.   | Luchthaven Parijs-Charles de Gaulle              | Roissy-en-France, Frankrijk                                     | CDG/LFPG         | 57.906.866        |
| 7.   | Los Angeles International Airport                | Los Angeles, Verenigde Staten                                   | LAX/KLAX         | 56.520.843        |
| 8.   | Dallas-Fort Worth International Airport          | Dallas/Fort Worth, Verenigde Staten                             | DFW/KDFW         | 56.030.457        |
| 9.   | Luchthaven Frankfurt am Main                     | Frankfurt, Duitsland                                            | FRA/EDDF         | 50.932.840        |
| 10.  | Denver International Airport                     | Denver, Verenigde Staten                                        | DEN/KDEN         | 50.167.485        |
| 11.  | Luchthaven Madrid-Barajas                        | Madrid, Spanje                                                  | MAD/LEMD         | 48.250.784        |
| 12.  | John F. Kennedy International Airport            | Queens, New York, Verenigde Staten                              | JFK/KJFK         | 45.915.069        |
| 13.  | Hong Kong International Airport                  | Chek Lap Kok, Hongkong, China                                   | HKG/VHHH         | 45.558.807        |
| 14.  | Amsterdam Airport Schiphol                       | Haarlemmermeer, Noord-Holland, Nederland                        | AMS/EHAM         | 43.570.370        |
| 15.  | Internationale Luchthaven Dubai                  | Al Garhoud, Dubai, Verenigde Arabische Emiraten                 | DXB/OMDB         | 40.901.752        |
| 16.  | Internationale Luchthaven Suvarnabhumi           | Racha Thewa, Bang Phli, Samut Prakan, Greater Bangkok, Thailand | BKK/VTBS         | 40.500.224        |
| 17.  | McCarran International Airport                   | Las Vegas, Verenigde Staten                                     | LAS/KLAS         | 40.469.012        |
| 18.  | George Bush Intercontinental Airport             | Houston, Verenigde Staten                                       | IAH/KIAH         | 40.007.354        |
| 19.  | Phoenix Sky Harbor International Airport         | Phoenix, Verenigde Staten                                       | PHX/KPHX         | 37.824.982        |
| 20.  | San Francisco International Airport              | San Mateo County, Verenigde Staten                              | SFO/KSFO         | 37.338.942        |
| 21.  | Internationale luchthaven Changi                 | Changi, East Region, Singapore                                  | SIN/WSSS         | 37.203.978        |
| 22.  | Internationale luchthaven Soekarno-Hatta         | Cengkareng, Jakarta, Indonesië                                  | CGK/WIII         | 37.143.719        |
| 23.  | Internationale luchthaven Guangzhou Baiyun       | Huadu, China                                                    | CAN/ZGGG         | 37.048.712        |
| 24.  | Charlotte Douglas International Airport          | Charlotte, Verenigde Staten                                     | CLT/KCLT         | 34.536.666        |
| 25.  | Miami International Airport                      | Miami, Verenigde Staten                                         | MIA/KMIA         | 33.886.025        |
| 26.  | Luchthaven Rome Fiumicino                        | Fiumicino, Rome, Italië                                         | FCO/LIRF         | 33.723.213        |
| 27.  | Orlando International Airport                    | Orlando, Verenigde Staten                                       | MCO/KMCO         | 33.693.649        |
| 28.  | Kingsford Smith International Airport            | Sydney, Australië                                               | SYD/YSSY         | 33.451.383        |
| 29.  | Newark Liberty International Airport             | Newark, Verenigde Staten                                        | EWR/KEWR         | 33.339.207        |
| 30.  | Luchthaven München                               | München, Duitsland                                              | MUC/EDDM         | 32.681.067        |

## Statistieken 2002-2008
Volgens gegevens van de Airports Council International.
| Nr | Luchthaven                                       | Plaats                            | Land                | IATA- code | 2002       | 2003       | 2004       | 2005       | 2006       | 2007       | 2008       |
| -- | ------------------------------------------------ | --------------------------------- | ------------------- | ---------- | ---------- | ---------- | ---------- | ---------- | ---------- | ---------- | ---------- |
| 1  | Hartsfield-Jackson Atlanta International Airport | Atlanta, Georgia                  | VS                  | ATL        | 76.876.128 | 79.086.792 | 83.606.583 | 85.907.424 | 84.846.639 | 89.379.287 | 90.039.280 |
| 2  | O'Hare International Airport                     | Chicago, Illinois                 | VS                  | ORD        | 66.565.952 | 69.508.672 | 75.533.822 | 76.510.003 | 77.028.134 | 76.177.855 | 69.353.876 |
| 3  | Luchthaven Londen Heathrow                       | Londen                            | Verenigd Koninkrijk | LHR        | 63.338.641 | 63.487.136 | 67.344.054 | 67.915.403 | 67.530.197 | 68.068.304 | 67.056.379 |
| 4  | Luchthaven Tokio Haneda                          | Tokio                             | Japan               | HND        | 61.079.478 | 62.876.269 | 62.291.405 | 63.282.219 | 65.810.672 | 66.823.414 | 66.754.829 |
| 5  | Luchthaven Charles de Gaulle                     | Parijs                            | Frankrijk           | CDG        | 48.350.172 | 48.220.436 | 51.260.363 | 53.798.308 | 56.849.567 | 59.922.177 | 60.874.681 |
| 6  | Los Angeles International Airport                | Los Angeles, Californië           | VS                  | LAX        | 56.223.843 | 54.982.838 | 60.688.609 | 61.489.398 | 61.041.066 | 59.922.177 | 59.497.539 |
| 7  | Dallas-Fort Worth International Airport          | Dallas/Fort Worth, Texas          | VS                  | DFW        | 52.828.573 | 53.253.607 | 59.412.217 | 59.176.265 | 60.226.138 | 59.786.476 | 57.093.187 |
| 8  | Luchthaven Peking Capital                        | Peking                            | China               | PEK        | 27.159.665 | ?          | 34.883.190 | 41.004.008 | 48.654.770 | 53.583.664 | 55.937.289 |
| 9  | Luchthaven Frankfurt am Main                     | Frankfurt am Main                 | Duitsland           | FRA        | 48.450.357 | 48.351.664 | 51.098.271 | 52.219.412 | 52.810.683 | 54.161.856 | 53.467.450 |
| 10 | Denver International Airport                     | Denver, Colorado                  | VS                  | DEN        | 35.651.098 | 37.505.138 | 42.393.766 | 43.387.513 | 47.325.016 | 49.863.352 | 51.245.334 |
| 11 | Luchthaven Madrid-Barajas                        | Madrid                            | Spanje              | MAD        | 33.913.456 | 35.854.293 | 38.704.731 | 41.940.059 | 45.501.168 | 52.122.702 | 50.824.435 |
| 12 | Hong Kong International Airport                  | Hongkong                          | China               | HKG        | 33.882.463 | 27.092.290 | 36.711.920 | 40.269.847 | 43.857.908 | 47.042.419 | 47.857.746 |
| 13 | John F. Kennedy International Airport            | New York                          | VS                  | JFK        | 29.943.084 | 31.732.371 | 37.518.143 | 41.885.104 | 43.762.282 | 47.716.941 | 47.807.816 |
| 14 | Luchthaven Schiphol                              | Amsterdam                         | Nederland           | AMS        | 40.736.009 | 39.960.400 | 42.541.180 | 44.163.098 | 46.065.719 | 47.794.994 | 47.430.019 |
| 15 | McCarran International Airport                   | Las Vegas                         | VS                  | LAS        | 35.009.011 | 36.285.932 | 41.441.531 | 43.989.982 | 46.193.329 | 46.961.011 | 43.208.724 |
| 16 | George Bush Intercontinental Airport             | Houston, Texas                    | VS                  | IAH        | 33.905.253 | 34.154.574 | 36.506.116 | 39.684.640 | 42.550.432 | 42.998.040 | 41.709.389 |
| 17 | Phoenix Sky Harbor International Airport         | Phoenix, Arizona                  | VS                  | PHX        | 35.547.167 | 37.412.165 | 39.504.898 | 41.213.754 | 41.436.737 | 42.184.515 | 39.891.193 |
| 18 | Internationale Luchthaven Don Muang              | Bangkok                           | Thailand            | BKK        | 32.182.980 | 30.175.379 | 37.960.169 | 38.985.043 | 42.799.532 | 41.210.081 | 38.603.490 |
| 19 | Internationale Luchthaven Changi                 | Singapore                         | Singapore           | SIN        | 28.979.344 | ?          | 30.353.565 | 32.430.856 | 35.033.083 | 36.701.556 | 37.694.824 |
| 20 | Internationale Luchthaven Dubai                  | Dubai                             | VAE                 | DXB        | ?          | ?          | ?          | ?          | 28.791.375 | 34.348.110 | 37.441.440 |
| 21 | San Francisco International Airport              | San Francisco, Californië         | VS                  | SFO        | 31.456.422 | 29.313.271 | 32.247.746 | 32.802.363 | 33.574.807 | 35.792.707 | 37.234.592 |
| 22 | Orlando International Airport                    | Orlando, Florida                  | VS                  | MCO        | 26.653.672 | 27.319.223 | 31.143.388 | 34.128.048 | 34.640.451 | 36.480.416 | 35.660.742 |
| 23 | Newark Liberty International Airport             | Newark, New Jersey                | VS                  | EWR        | 29.202.654 | 29.431.061 | 31.947.266 | 33.999.990 | 36.724.167 | 36.367.240 | 35.360.848 |
| 24 | Detroit Metropolitan Wayne County Airport        | Detroit, Michigan                 | VS                  | DTW        | 32.477.694 | 32.664.620 | 35.187.517 | 36.389.294 | 35.972.673 | 35.983.478 | 35.135.828 |
| 25 | Luchthaven Rome Fiumicino                        | Rome                              | Italië              | FCO        | ?          | ?          | ?          | ?          | ?          | 32.864.569 | 35.132.224 |
| 26 | Charlotte-Douglas International Airport          | Charlotte, North Carolina         | VS                  | CLT        | ?          | ?          | ?          | ?          | 29.700.900 | 33.165.688 | 34.739.020 |
| 27 | Luchthaven München                               | München                           | Duitsland           | MUC        | ?          | ?          | ?          | ?          | 30.757.978 | 33.959.422 | 34.530.593 |
| 28 | Luchthaven Londen Gatwick                        | Londen                            | Verenigd Koninkrijk | LGW        | 29.628.423 | 30.007.021 | 31.461.454 | 32.784.330 | 34.172.492 | 35.218.374 | 34.214.740 |
| 29 | Miami International Airport                      | Miami, Florida                    | VS                  | MIA        | 30.060.241 | 29.595.618 | 30.165.197 | 31.008.453 | 32.533.974 | 33.740.416 | 34.063.531 |
| 30 | Minneapolis-Saint Paul International Airport     | Minneapolis/Saint Paul, Minnesota | VS                  | MSP        | 32.628.331 | 33.201.860 | 36.713.173 | 37.604.373 | 35.612.133 | 35.157.322 | 34.056.443 |
| ?  | Luchthaven Tokio Narita                          | Tokio                             | Japan               | NRT        | 28.883.606 | 26.537.406 | 31.057.252 | 31.451.274 | 34.975.225 | 35.478.146 | ?          |
| ?  | Philadelphia International Airport               | Philadelphia, Pennsylvania        | VS                  | PHL        | ?          | 24.671.075 | 28.507.420 | 31.495.385 | 31.768.272 | ?          | ?          |
| ?  | Toronto Pearson International Airport            | Toronto, Ontario                  | Canada              | YYZ        | 25.930.363 | 24.739.312 | 28.615.709 | 29.914.750 | 30.972.577 | ?          | ?          |